# Січень 2006
Січень 2006 — перший місяць 2006 року, що розпочався у неділю 1 січня та закінчився у вівторок 31 січня.

## Події
- Початок газового конфлікту між Україною та Росією.
- Початок політичної кризи в Україні.
- 22 січня — внаслідок помилки комунальних служб системи опалення в м. Алчевськ практично повністю заморозилися. Близько 60 тисяч мешканців залишились без опалення.